# Семюел Ілінг-Джуніор
Семюел Ілінг-Джуніор (англ. Samuel Iling-Junior, нар. 4 жовтня 2003, Лондон) — англійський футболіст, півзахисник і нападник «Астон Вілли». На умовах оренди грає за «Мідлсбро».

## Клубна кар'єра
Народився 4 жовтня 2003 року в Лондоні. З восьмирічного віку займався футболом в академії місцевого «Челсі». 2020 року вирішив залишити структуру рідного клубу.
Мав пропозиції продовжити футбольну освіту в академіях найкращих європейських клубів і зупинив у вересні того ж 2020 року свій вибір на італійському «Ювентусі». 2022 року дебютував у складі «Ювентус Некст Джен», молодіжної команди туринського клубу, що виступала у Серії C.
По ходу сезону 2022/23 почав досить регулярно залучатися до матчів головної команди «Ювентуса».

## Виступи за збірні
2018 року дебютував у складі юнацької збірної Англії (U-15), загалом на юнацькому рівні за команди різних вікових категорій взяв участь у 32 іграх, відзначившись 5 забитими голами.

## Статистика виступів

### Статистика клубних виступів
Станом на 27 серпня 2023
| Сезон                          | Команда                        | Чемпіонат                      | Чемпіонат | Чемпіонат | Національний кубок | Національний кубок | Національний кубок | Континентальні кубки | Континентальні кубки | Континентальні кубки | Інші змагання | Інші змагання | Інші змагання | Усього | Усього |
| Сезон                          | Команда                        | Ліга                           | Ігор      | Голів     | Ліга               | Ігор               | Голів              | Ліга                 | Ігор                 | Голів                | Ліга          | Ігор          | Голів         | Ігор   | Голів  |
| ------------------------------ | ------------------------------ | ------------------------------ | --------- | --------- | ------------------ | ------------------ | ------------------ | -------------------- | -------------------- | -------------------- | ------------- | ------------- | ------------- | ------ | ------ |
| 2021–22                        | «Ювентус Некст Джен»           | C                              | 1         | 0         | КІ-C               | 1                  | 0                  | -                    | -                    | -                    | -             | -             | -             | 2      | 0      |
| 2022–23                        | «Ювентус Некст Джен»           | C                              | 8         | 3         | КІ-C               | 3                  | 2                  | -                    | -                    | -                    | -             | -             | -             | 11     | 5      |
| Усього за «Ювентус Некст Джен» | Усього за «Ювентус Некст Джен» | Усього за «Ювентус Некст Джен» | 9         | 3         |                    | 4                  | 2                  |                      | -                    | -                    |               | -             | -             | 13     | 5      |
| 2022–23                        | «Ювентус»                      | A                              | 12        | 1         | КІ                 | 1                  | 0                  | ЛЧ+ЛЄ                | 1+4                  | 0                    | -             | -             | -             | 18     | 1      |
| 2023–24                        | «Ювентус»                      | A                              | 2         | 0         | КІ                 | 0                  | 0                  | -                    | -                    | -                    | -             | -             | -             | 2      | 0      |
| Усього за «Ювентус»            | Усього за «Ювентус»            | Усього за «Ювентус»            | 14        | 1         |                    | 1                  | 0                  |                      | 5                    | 0                    |               | -             | -             | 20     | 1      |
| Усього за кар'єру              | Усього за кар'єру              | Усього за кар'єру              | 23        | 4         |                    | 5                  | 2                  |                      | 5                    | 0                    |               | 0             | 0             | 33     | 6      |

## Титули і досягнення

### Клубні
- Володар Кубка Італії (1):

«Ювентус»: 2023-24

### Збірні
- Чемпіон Європи серед молодіжних команд: 2025